# Метод встречи посередине
В криптоанализе методом встречи посередине или атакой «встречи посередине» (англ. meet-in-the-middle attack) называется класс атак на криптографические алгоритмы, асимптотически уменьшающих время полного перебора за счет принципа «разделяй и властвуй», а также увеличения объема требуемой памяти. Впервые данный метод был предложен Уитфилдом Диффи и Мартином Хеллманом в 1977 году.

## Начальные условия
Даны открытый (незашифрованный) и шифрованный тексты. Криптосистема состоит из {\displaystyle h} циклов шифрования. Цикловые ключи независимы и не имеют общих битов. Ключ {\displaystyle K} системы представляет собой сочетание из {\displaystyle h}-цикловых ключей {\displaystyle k_{1},k_{2}...k_{h}}. Задача состоит в нахождении ключа {\displaystyle K}.

## Решение простого случая
Простым примером является двойное последовательное шифрование блочным алгоритмом двумя различными ключами {\displaystyle K_{1}} и {\displaystyle K_{2}}. Процесс шифрования выглядит так:
{\displaystyle s=ENC_{K_{2}}(ENC_{K_{1}}(p))},
где {\displaystyle p} — это открытый текст, {\displaystyle s} — шифротекст, а {\displaystyle ENC_{K_{i}}()} — операция однократного шифрования ключом {\displaystyle K_{i}}. Соответственно, обратная операция — расшифрование — выглядит так:
{\displaystyle p=ENC_{K_{1}}^{-1}(ENC_{K_{2}}^{-1}(s))}
На первый взгляд кажется, что применение двойного шифрования многократно увеличивает стойкость всей схемы, поскольку перебирать теперь нужно два ключа, а не один. В случае алгоритма DES стойкость увеличивается с {\displaystyle 2^{56}} до {\displaystyle 2^{112}}. Однако это не так. Атакующий может составить две таблицы:
1. Все значения {\displaystyle m_{1}=ENC_{K_{1}}(p)} для всех возможных значений {\displaystyle K_{1}},
2. Все значения {\displaystyle m_{2}=ENC_{K_{2}}^{-1}(s)} для всех возможных значений {\displaystyle K_{2}}.

Затем ему достаточно лишь найти совпадения в этих таблицах, то есть такие значения {\displaystyle m_{1}} и {\displaystyle m_{2}}, что {\displaystyle ENC_{K_{1}}(p)=ENC_{K_{2}}^{-1}(s)}. Каждое совпадение соответствует набору ключей {\displaystyle (K_{1},K_{2})}, который удовлетворяет условию.
Для данной атаки потребовалось {\displaystyle 2^{57}} операций шифрования-расшифрования (лишь в два раза больше, чем для перебора одного ключа) и {\displaystyle 2^{57}} памяти. Дополнительные оптимизации — использование хеш-таблиц, вычисления только для половины ключей (для DES полный перебор, на самом деле, требует лишь {\displaystyle 2^{55}} операций) — могут снизить эти требования. Главный результат атаки состоит в том, что последовательное шифрование двумя ключами увеличивает время перебора лишь в два раза.

## Решение в общем виде
Обозначим преобразование алгоритма как {\displaystyle E_{k}(a)=b}, где {\displaystyle a} -открытый текст, а {\displaystyle b} -шифротекст. Его можно представить как композицию {\displaystyle E_{k_{1}}E_{k_{2}}...E_{k_{h}}(a)=b}, где {\displaystyle E_{k_{i}}} — цикловое преобразование на ключе {\displaystyle k_{i}}. Каждый ключ {\displaystyle k_{i}} представляет собой двоичный вектор длины {\displaystyle n}, а общий ключ системы — вектор длины {\displaystyle n\times h}.

### Заполнение памяти
Перебираются все значения {\displaystyle k'=(k_{1},k_{2}...k_{r})}, т.е первые {\displaystyle r} цикловых ключей. На каждом таком ключе {\displaystyle k'} зашифровываем открытый текст {\displaystyle a} — {\displaystyle E_{k'}(a)=E_{k_{1}}E_{k_{2}}...E_{k_{r}}(a)=S} (то есть проходим {\displaystyle r} циклов шифрования вместо {\displaystyle h}). Будем считать {\displaystyle S} неким адресом памяти и по этому адресу запишем значение {\displaystyle k'}. Необходимо перебрать все значения {\displaystyle k'}.

### Определение ключа
Перебираются все возможные {\displaystyle k''=(k_{r+1},k_{r+2}...k_{h})}. На получаемых ключах расшифровывается шифротекст {\displaystyle b} — {\displaystyle E_{k''}^{-1}(b)=E_{k_{h}}^{-1}...E_{k_{r+1}}^{-1}(b)=S'} . Если по адресу {\displaystyle S'} не пусто, то достаем оттуда ключ {\displaystyle k'} и получаем кандидат в ключи {\displaystyle (k',k'')=k}.
Однако нужно заметить, что первый же полученный кандидат {\displaystyle k} не обязательно является истинным ключом. Да, для данных {\displaystyle a} и {\displaystyle b} выполняется {\displaystyle E_{k}(a)=b}, но на других значениях открытого текста {\displaystyle a'} шифротекста {\displaystyle b'}, полученного из {\displaystyle a'} на истинном ключе, равенство может нарушаться. Все зависит от конкретных характеристик криптосистемы. Но иногда бывает достаточно получить такой «псевдоэквивалентный» ключ. В противном же случае после завершения процедур будет получено некое множество ключей {\displaystyle {k',k''...}}, среди которых находится истинный ключ.
Если рассматривать конкретное применение, то шифротекст и открытый текст могут быть большого объема (например, графические файлы) и представлять собой достаточно большое число блоков для блочного шифра. В данном случае для ускорения процесса можно зашифровывать и расшифровывать не весь текст, а только его первый блок (что намного быстрее) и затем, получив множество кандидатов, искать в нем истинный ключ, проверяя его на остальных блоках.

## Атака с разбиением ключевой последовательности на 3 части
В некоторых случаях бывает сложно разделить биты последовательности ключей на части, относящиеся к разным ключам. В таком случае применяют алгоритм 3-subset MITM attack, предложенный Богдановым и Ричбергером в 2011 году на основе обычного метода встречи посередине. Данный алгоритм применим, когда нет возможности разделить последовательности ключевых битов на две независимые части. Состоит из двух фаз: выделения и проверки ключей.

### Фаза выделения ключей
Вначале данной фазы шифр делится на 2 подшифра {\displaystyle f} и {\displaystyle g}, как и в общем случае атаки, однако допуская возможное использование некоторых битов одного подшифра в другом. Так, если {\displaystyle b=E_{k}(a)}, то {\displaystyle E_{k}(*)=f(g(*))}; при этом биты ключа {\displaystyle k}, использующиеся в {\displaystyle f} обозначим {\displaystyle k_{f}}, а в {\displaystyle g} — {\displaystyle k_{g}}. Тогда ключевую последовательность можно разделить на 3 части:
1. {\displaystyle A_{0}} — пересечение множеств {\displaystyle k_{f}} и {\displaystyle k_{g}},
2. {\displaystyle A_{1}} — ключевые биты, которые есть только в {\displaystyle k_{f}},
3. {\displaystyle A_{2}} — ключевые биты, которые есть только в {\displaystyle k_{g}}.

Далее проводится атака методом встречи посередине по следующему алгоритму:
- Для каждого элемента из {\displaystyle A_{0}}

1. Вычислить промежуточное значение {\displaystyle i=f(k_{f},a)}, где {\displaystyle a} — открытый текст, а {\displaystyle k_{f}} — некоторые ключевые биты из {\displaystyle A_{0}} и {\displaystyle A_{1}}, то есть {\displaystyle i} — результат промежуточного шифрования открытого текста на ключе {\displaystyle k_{f}}.
2. Вычислить промежуточное значение {\displaystyle j=g^{-1}(k_{g},b)}, где {\displaystyle b} — закрытый текст, а {\displaystyle k_{g}} — некоторые ключевые биты из {\displaystyle A_{0}} и {\displaystyle A_{2}}, то есть {\displaystyle j} — результат промежуточного расшифровывания закрытого текста на ключе {\displaystyle k_{g}}.
3. Сравнить {\displaystyle i} и {\displaystyle j}. В случае совпадения получаем кандидата в ключи.

### Фаза проверки ключей
Для проверки ключей полученные кандидаты проверяют на нескольких парах известных открытых-закрытых текстов. Обычно для проверки требуется не очень большое количество таких пар текстов.

### Пример
В качестве примера приведем атаку на семейство шифров KTANTAN, которая позволила сократить вычислительную сложность получения ключа с {\displaystyle 2^{80}} (атака полным перебором) до {\displaystyle 2^{75,170}}.

#### Подготовка атаки
Каждый из 254 раундов шифрования с использованием KTANTAN использует 2 случайных бита ключа из 80-битного набора. Это делает сложность алгоритма зависимой только от количества раундов. Приступая к атаке, авторы заметили следующие особенности:
- В раундах с 1 по 111 не были использованы следующие биты ключа: {\displaystyle k_{32},k_{39},k_{44},k_{61},k_{66},k_{75}}.
- В раундах со 131 по 254 не были использованы следующие биты ключа: {\displaystyle k_{3},k_{20},k_{41},k_{47},k_{63},k_{74}}.

Это позволило разделить биты ключа на следующие группы:
1. {\displaystyle A_{0}} — общие биты ключа: те 68 бит, не упомянутые выше.
2. {\displaystyle A_{1}} — биты, используемые только в первом блоке раундов (с 1 по 111),
3. {\displaystyle A_{2}} — биты, используемые только во втором блоке раундов (со 131 по 254).

#### Первая фаза: выделение ключей
Возникала проблема вычисления описанных выше значений {\displaystyle i} и {\displaystyle j}, так как в рассмотрении отсутствуют раунды со 112 по 130, однако тогда было проведено частичное сравнение: авторы атаки заметили совпадение 8 бит в {\displaystyle i} и {\displaystyle j}, проверив их обычной атакой методом встречи посередине на 127 раунде. В связи с этим в данной фазе сравнивались значения именно этих 8 бит в подшифрах {\displaystyle i} и {\displaystyle j}. Это увеличило количество кандидатов в ключи, но не сложность вычислений.

#### Вторая фаза: проверка ключей
Для проверки кандидатов в ключи алгоритма KTANTAN32 потребовалось в среднем еще две пары открытого-закрытого текстов для выделения ключа.

#### Результаты
- KTANTAN32: вычислительная сложность подбора ключа сократилась до {\displaystyle 2^{75,170}} с использованием трех пар открытого-закрытого текста.
- KTANTAN48: вычислительная сложность подбора ключа сократилась до {\displaystyle 2^{75,044}} с использованием двух пар открытого-закрытого текста.
- KTANTAN64: вычислительная сложность подбора ключа сократилась до {\displaystyle 2^{75,584}} с использованием двух пар открытого-закрытого текста.

Тем не менее, это не лучшая атака на семейство шифров KTANTAN. В 2011 году была совершена атака, сокращающая вычислительную сложность алгоритма до {\displaystyle 2^{72,9}} с использованием четырех пар открытого-закрытого текста.

## Атака по полному двудольному графу
Атака по полному двудольному графу применяется для увеличения количества попыток атаки посредника с помощью построения полного двудольного графа. Предложена Диффи и Хеллманом в 1977 году.

## Многомерный алгоритм
Многомерный алгоритм метода встречи посередине применяется при использовании большого количества циклов шифрования разными ключами на блочных шифрах. Вместо обычной «встречи посередине» в данном алгоритме используется разделение криптотекста несколькими промежуточными точками.
Предполагается, что атакуемый текст зашифрован некоторое количество раз блочным шифром:
{\displaystyle C=ENC_{k_{n}}(ENC_{k_{n-1}}(...(ENC_{k_{1}}(P))...))}
{\displaystyle P=DEC_{k_{1}}(DEC_{k_{2}}(...(DEC_{k_{n}}(C))...))}

### Алгоритм
- Вычисляется:

{\displaystyle sC_{1}=ENC_{f_{1}}(k_{f_{1}},P)}  {\displaystyle \forall k_{f_{1}}\in K}
{\displaystyle sC_{1}} сохраняется вместе с {\displaystyle k_{1}} d {\displaystyle H_{1}}.
{\displaystyle sC_{n+1}=DEC_{b_{n+1}}(k_{b_{n+1}},C)}  {\displaystyle \forall k_{b_{n+1}}\in K}
{\displaystyle sC_{n+1}} сохраняется вместе с {\displaystyle k_{b_{n+1}}} d {\displaystyle H_{b_{n+1}}}.
- Для каждого возможного промежуточного состояния {\displaystyle s_{1}} вычисляется:

{\displaystyle sC_{1}=DEC_{b_{1}}(k_{b_{1}},s_{1})}  {\displaystyle \forall k_{b_{1}}\in K}
при каждом совпадении {\displaystyle sC_{1}} с элементом из {\displaystyle H_{1}} в {\displaystyle T_{1}} сохраняются {\displaystyle k_{b_{1}}} и {\displaystyle k_{f_{1}}}.
{\displaystyle sC_{2}=ENC_{f_{2}}(k_{f_{2}},s_{1})}  {\displaystyle \forall k_{f_{2}}\in K}
{\displaystyle sC_{2}} сохраняется вместе с {\displaystyle k_{f_{2}}} в {\displaystyle H_{2}}.
- Для каждого возможного промежуточного состояния {\displaystyle s_{2}} вычисляется:

{\displaystyle sC_{2}=DEC_{b_{2}}(k_{b_{2}},s_{2})}  {\displaystyle \forall k_{b_{2}}\in K}
при каждом совпадении {\displaystyle sC_{2}} с элементом из {\displaystyle H_{2}} проверяется совпадение с {\displaystyle T_{1}}, после чего в {\displaystyle T_{2}} сохраняются {\displaystyle k_{b_{2}}} и {\displaystyle k_{f_{2}}}.
{\displaystyle sC_{3}=ENC_{f_{3}}(k_{f_{3}},s_{2})}  {\displaystyle \forall k_{f_{3}}\in K}
{\displaystyle sC_{3}} сохраняется вместе с {\displaystyle k_{f_{3}}} в {\displaystyle H_{3}}.
- Для каждого возможного промежуточного состояния {\displaystyle s_{n}} вычисляется:

{\displaystyle sC_{n}=DEC_{b_{n}}(k_{b_{n}},s_{n})}  {\displaystyle \forall k_{b_{n}}\in K} и при каждом совпадении {\displaystyle sC_{n}} с элементом из {\displaystyle H_{n}} проверяется совпадение с {\displaystyle T_{n-1}}, после чего в {\displaystyle T_{n}} сохраняются {\displaystyle k_{b_{n}}} и {\displaystyle k_{f_{n}}}.
{\displaystyle sC_{n+1}=ENC_{f_{n+1}}(k_{f_{n+1}},s_{n})}  {\displaystyle \forall k_{f_{n+1}}\in K} и при каждом совпадении {\displaystyle sC_{n+1}} с {\displaystyle H_{n+1}}, проверяется совпадение с {\displaystyle T_{n}}
Далее найденная последовательность кандидатов тестируется на иной паре открытого-закрытого текста для подтверждения истинности ключей.
Следует заметить рекурсивность в алгоритме: подбор ключей для состояния {\displaystyle s_{j}} происходит на основе результатов для состояния {\displaystyle s_{j-1}}. Это вносит элемент экспоненциальной сложности в данный алгоритм.

### Сложность
Временная сложность данной атаки составляет {\displaystyle 2^{|k_{f_{1}}|}+2^{|k_{b_{n+1}}|}+2^{|s_{1}|}\cdot (2^{|k_{b_{1}}|}+2^{|k_{f_{2}}|}+2^{|s_{2}|}\cdot (2^{|k_{b_{2}}|}+2^{|k_{f_{3}}|}+...))}
Говоря об использовании памяти, легко заметить что с увеличением {\displaystyle i} на каждый {\displaystyle T_{i}} накладывается все больше ограничений, что уменьшает количество записываемых в него кандидатов. Это означает, что {\displaystyle T_{2},T_{3},...,T_{n}} значительно меньше {\displaystyle T_{1}}.
Верхняя граница объема используемой памяти:
{\displaystyle 2^{|k_{f_{1}}|}+2^{|k_{b_{n+1}}|}+2^{|k|-|s+n|}+...}
где {\displaystyle k} — общая длина ключа.
Сложность использования данных зависит от вероятности «прохождения» ложного ключа. Эта вероятность равна {\displaystyle 1/2^{l}}, где {\displaystyle l} — длина первого промежуточного состояния, которая чаще всего равна размеру блока. Учитывая количество кандидатов в ключи после первой фазы, сложность равна {\displaystyle 2^{|k|-|l|}}.
В итоге получаем {\displaystyle 2^{|k|-2b}}, где {\displaystyle |b|} — размер блока.
Каждый раз, когда последовательность кандидатов в ключи тестируется на новой паре открытого-закрытого текста, количество успешно проходящих проверку ключей умножается на вероятность прохождения ключа, которая равна {\displaystyle 1/2^{|b|}}.
Часть атаки полным перебором (проверка ключей но новых парах открытого-закрытого текстов) имеет временную сложность {\displaystyle 2^{|k|-b}+2^{|k|-2b}+2^{|k|-3b}+...}, в которой, очевидно, последующие слагаемые все быстрее стремятся к нулю.
В итоге, сложность данных по аналогичным суждениям ограничена приблизительно {\displaystyle \left\lceil |k|/n\right\rceil } парами открытого-закрытого ключа.